# Tautogolabrus adspersus
Tautogolabrus adspersus és una espècie de peix de la família dels làbrids i de l'ordre dels perciformes que es troba des de Terranova i el Golf de Sant Llorenç (Canadà) fins a als Estats Units.
Els mascles poden assolir els 38 cm de longitud total.